# Metroul din Sofia
Metroul din Sofia (în limba bulgară: Софийско метро) a fost deschis în 28 ianuarie 1998. Rețeaua era formată la 31 august 2012 din două linii interconectate (cu 27 de stații), cu o lungime totală de 31 km, care leagă districtele foarte populate Lyulin - Mladost (Linia 1 - roșu) și Nadejda - Lozenetz (Linia 2 - albastru).

## Galerie

### Linia M1 Anul - linie roșie

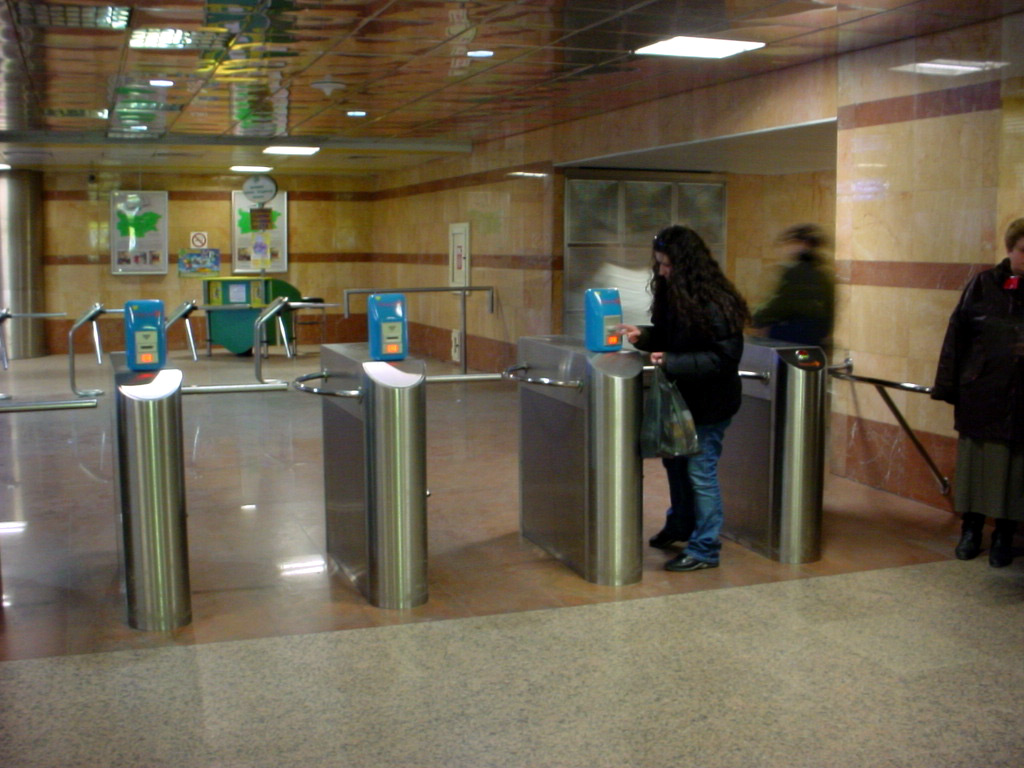
Sofia Metrou
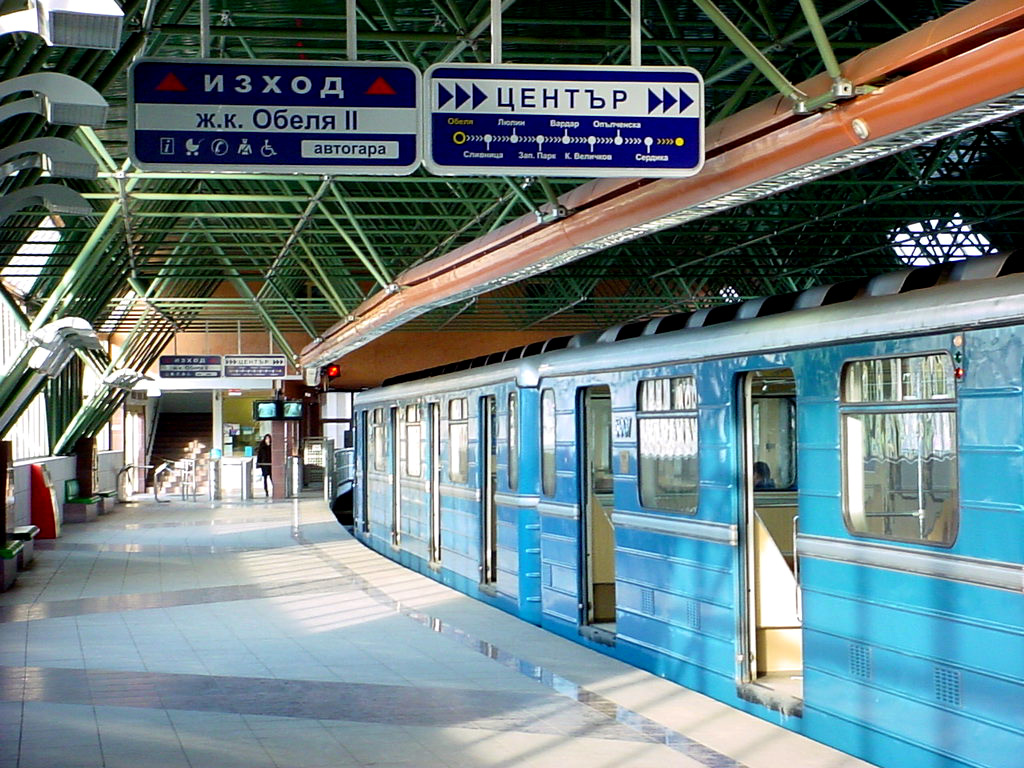
Obelya
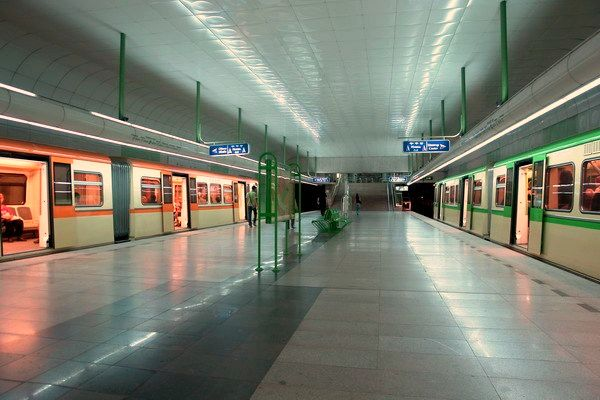
Zapaden park
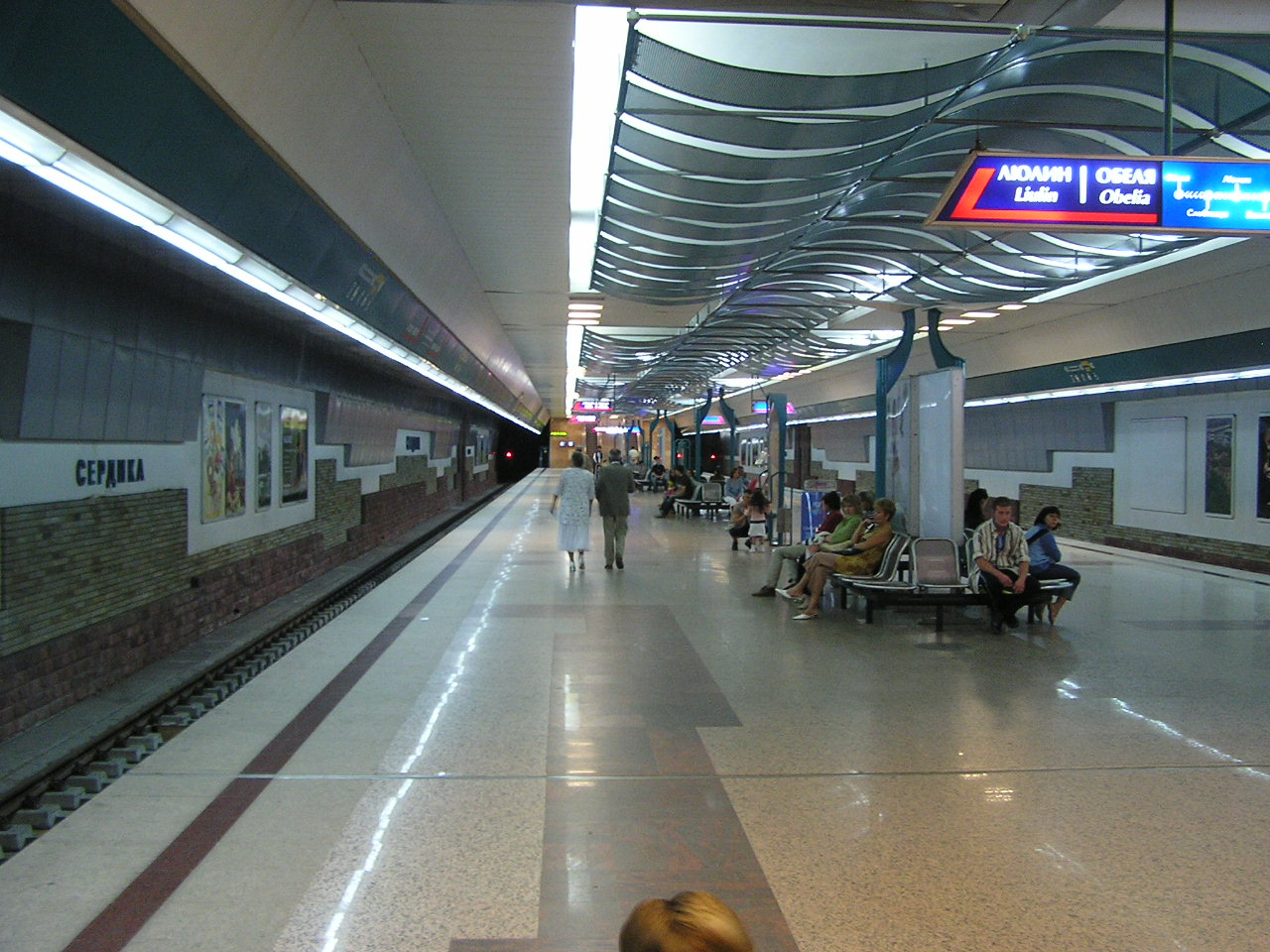
Serdika
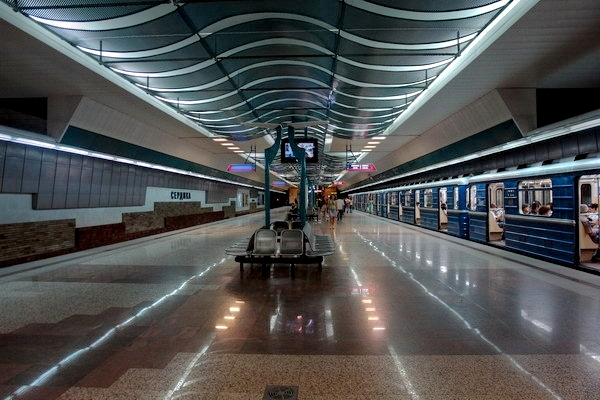
Serdika
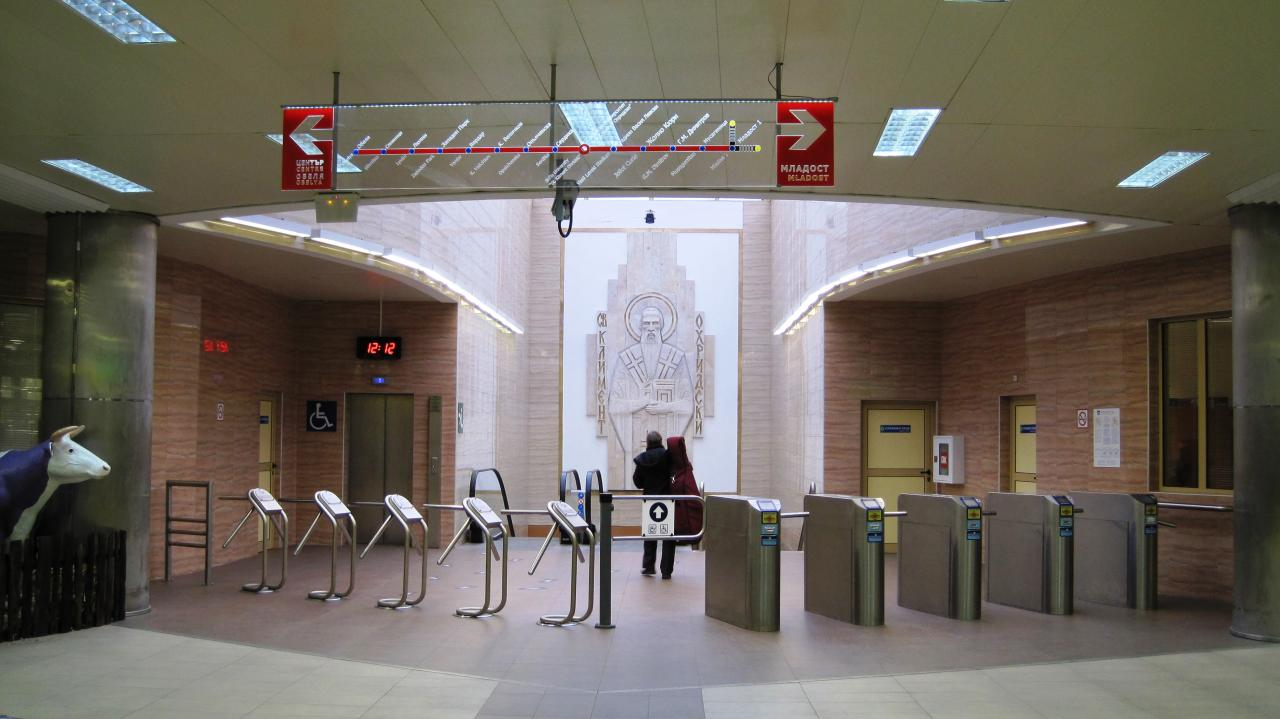
SU St. Kliment Ohridski
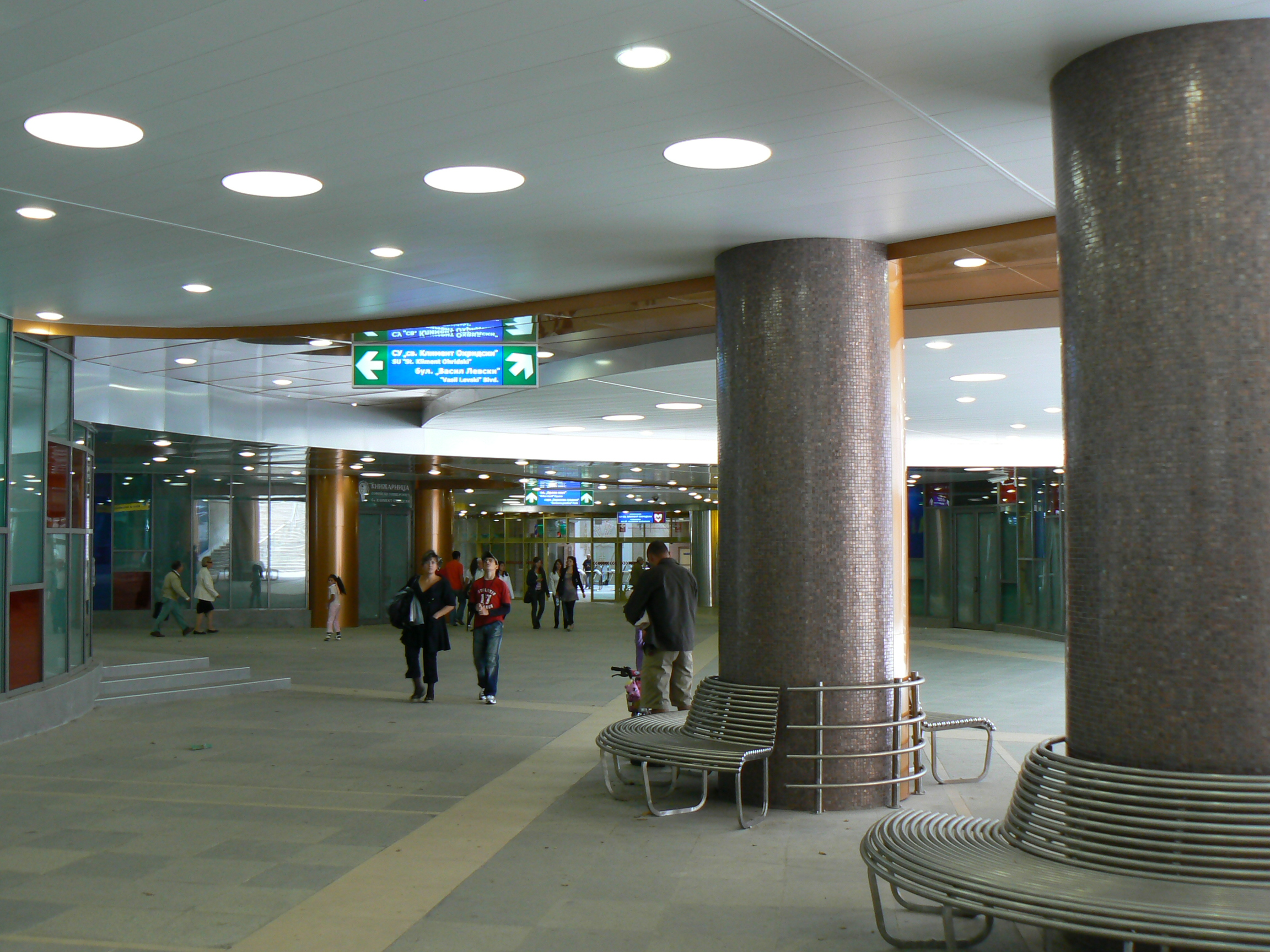
SU St. Kliment Ohridski
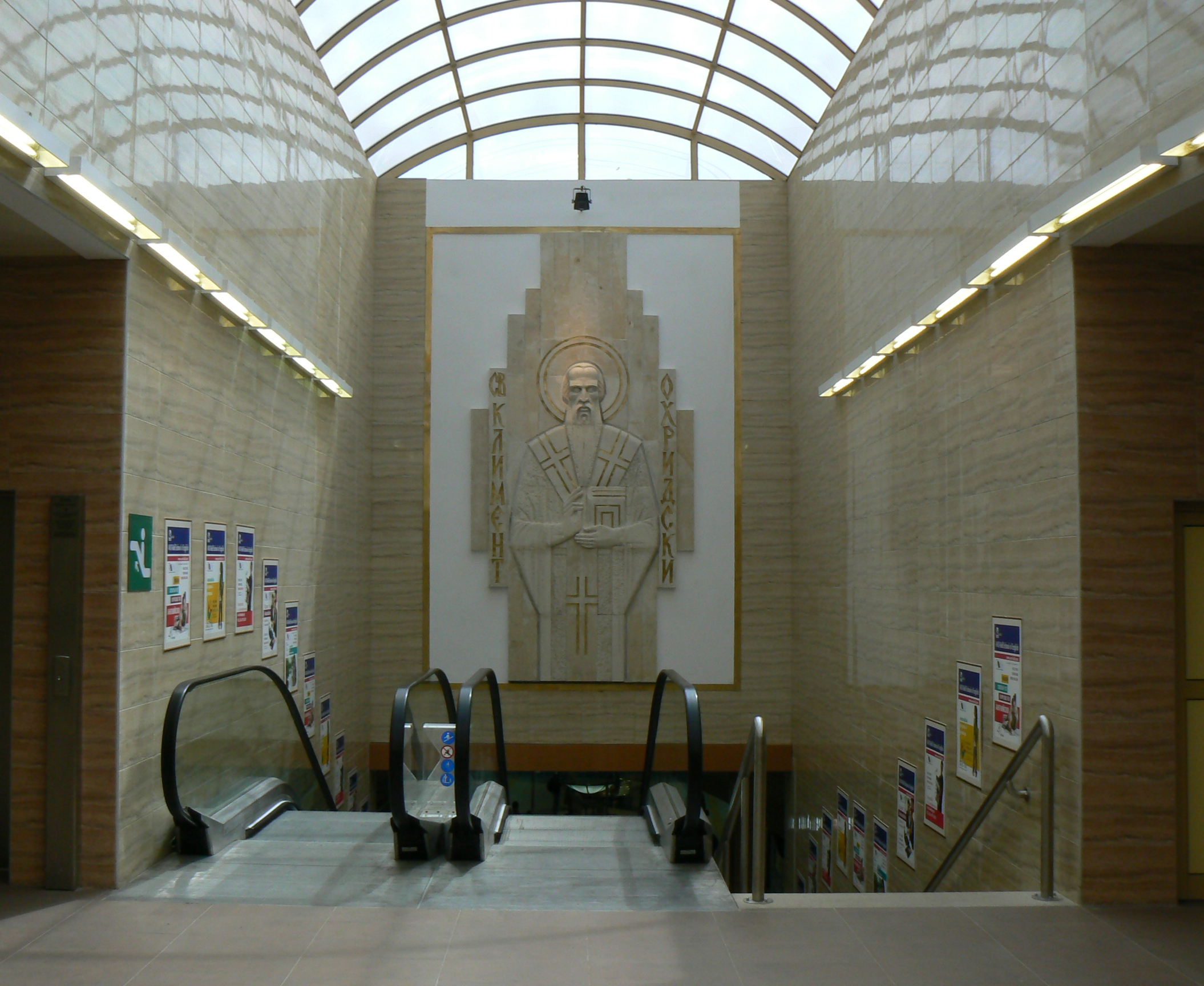
SU St. Kliment Ohridski
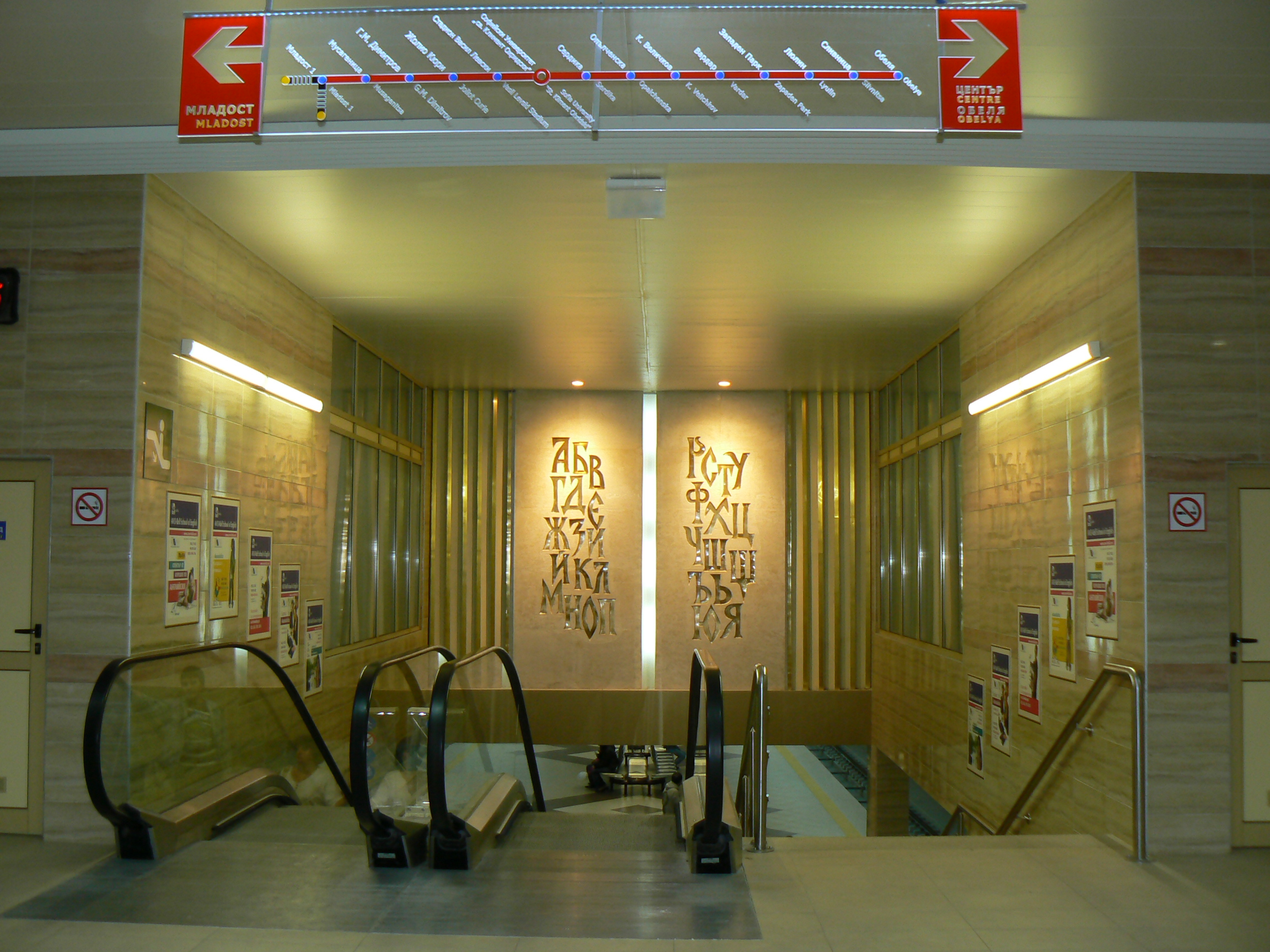
SU St. Kliment Ohridski
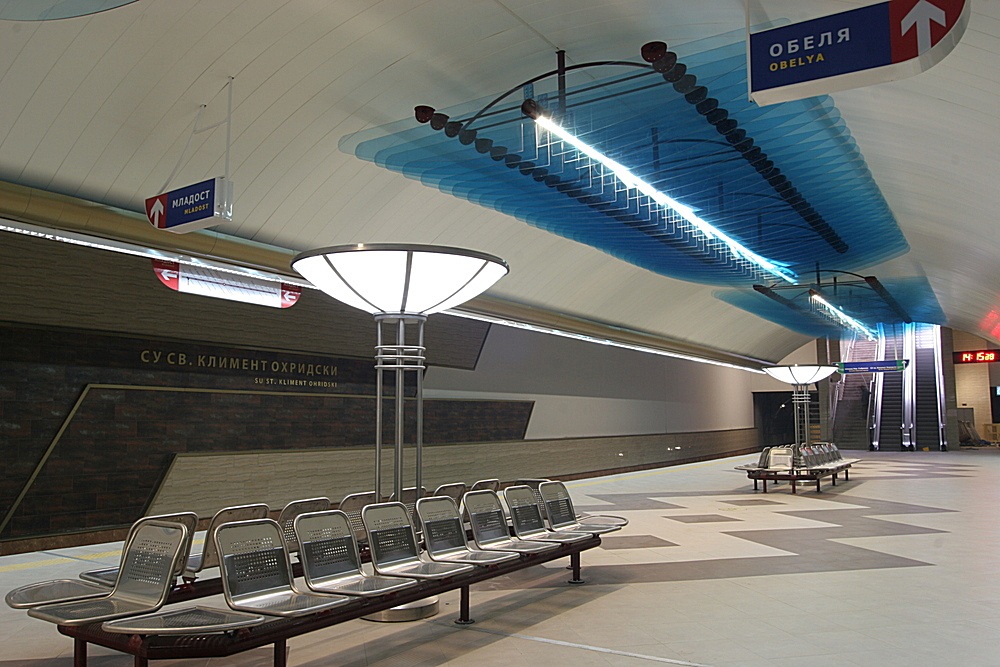
SU St. Kliment Ohridski
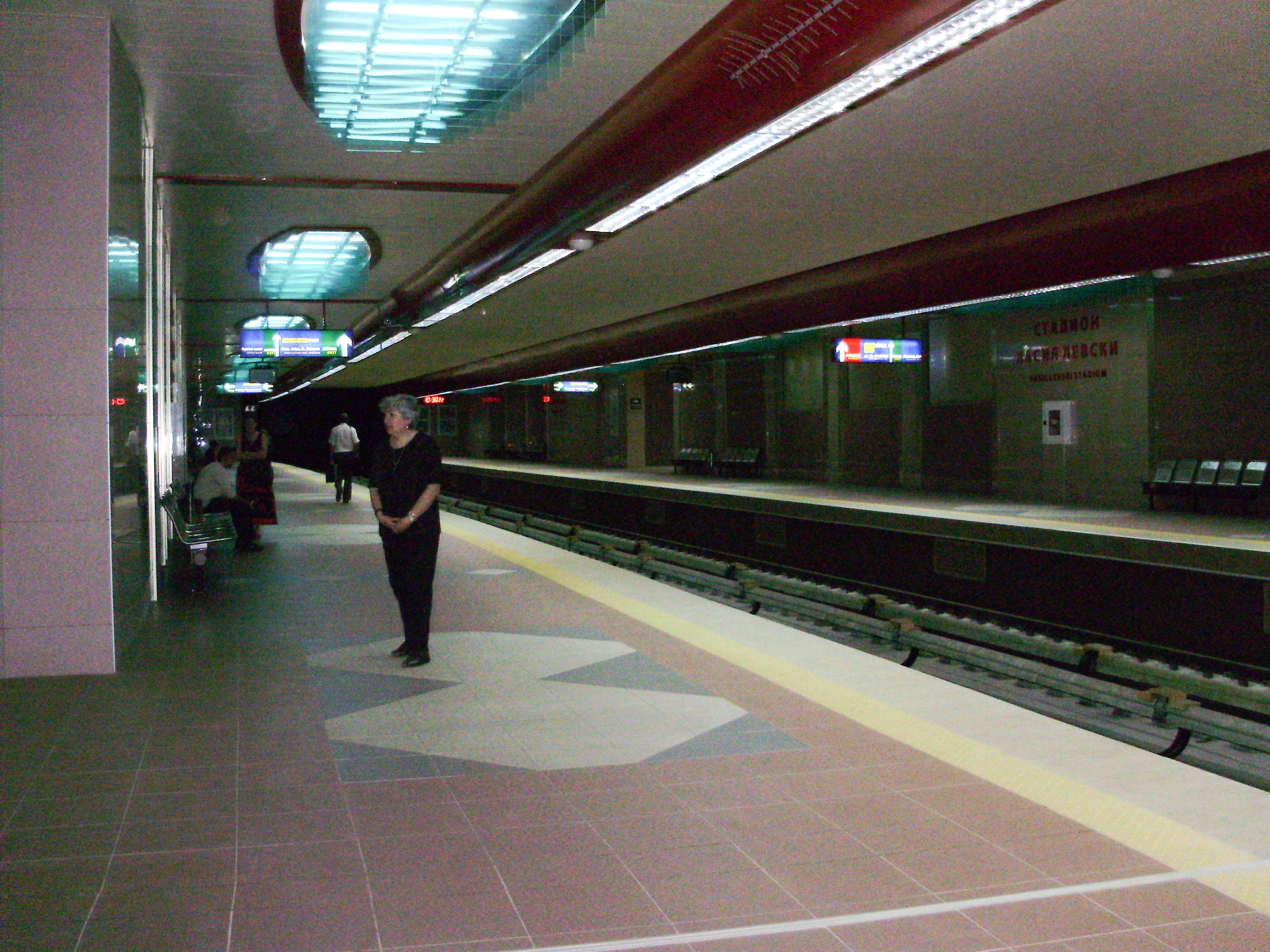
Vasil Levski stadium
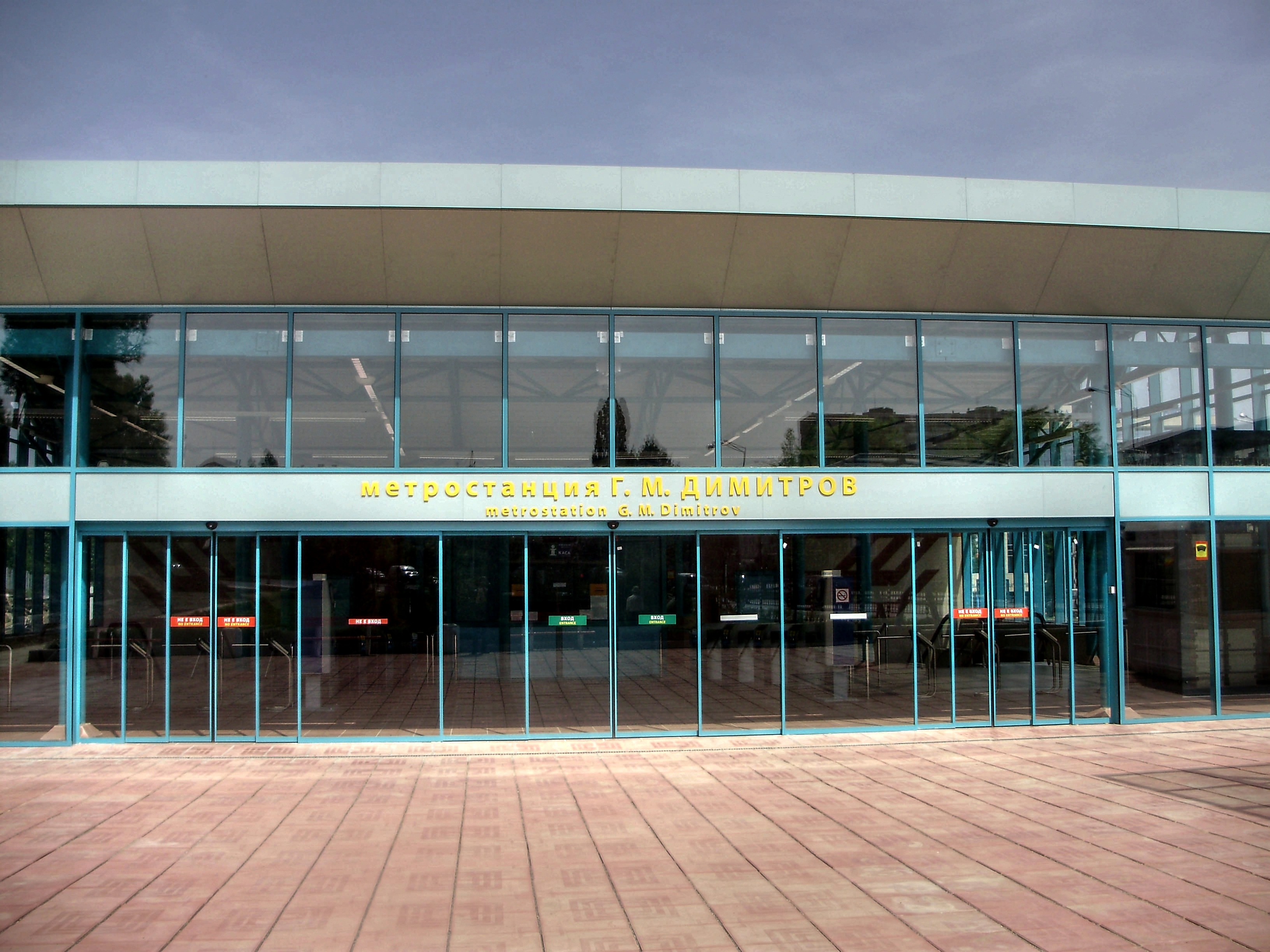
G.M.Dimitrov
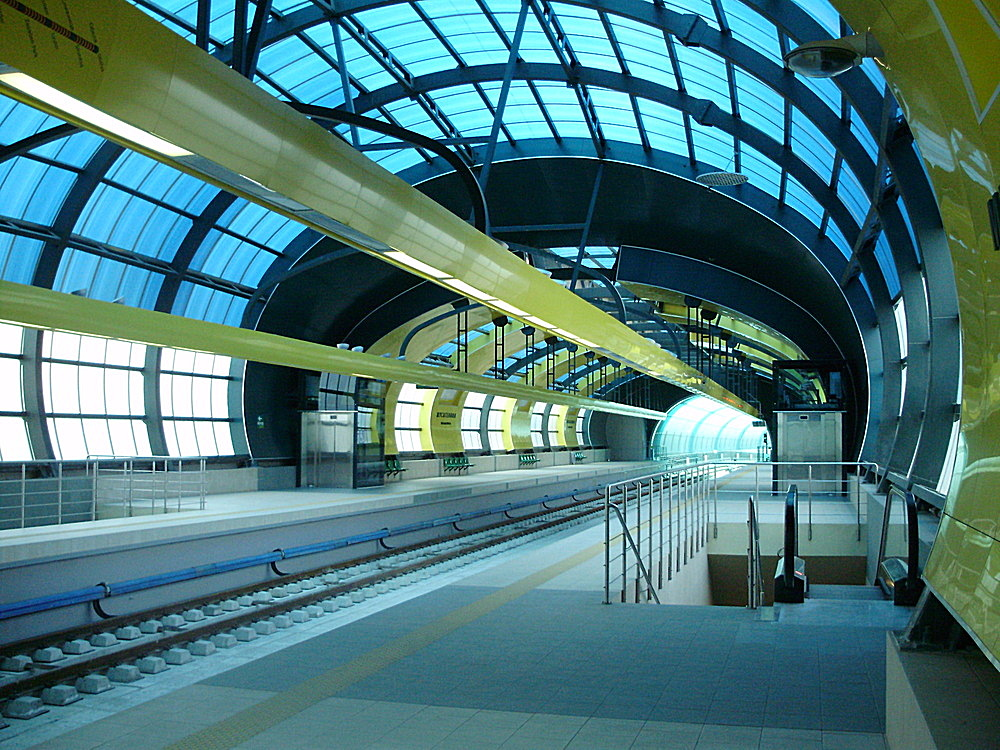
Musagenitsa
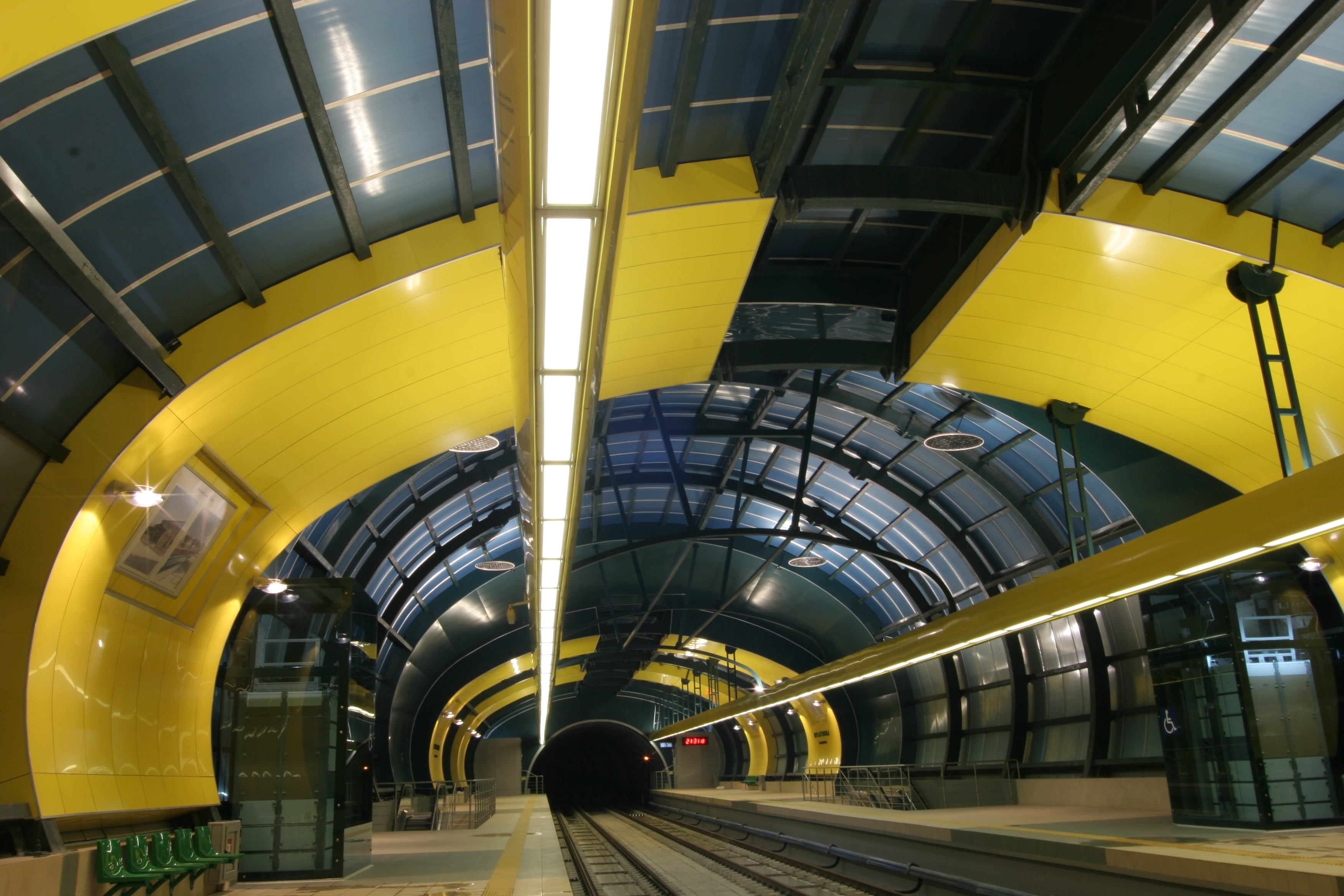
Musagenitsa
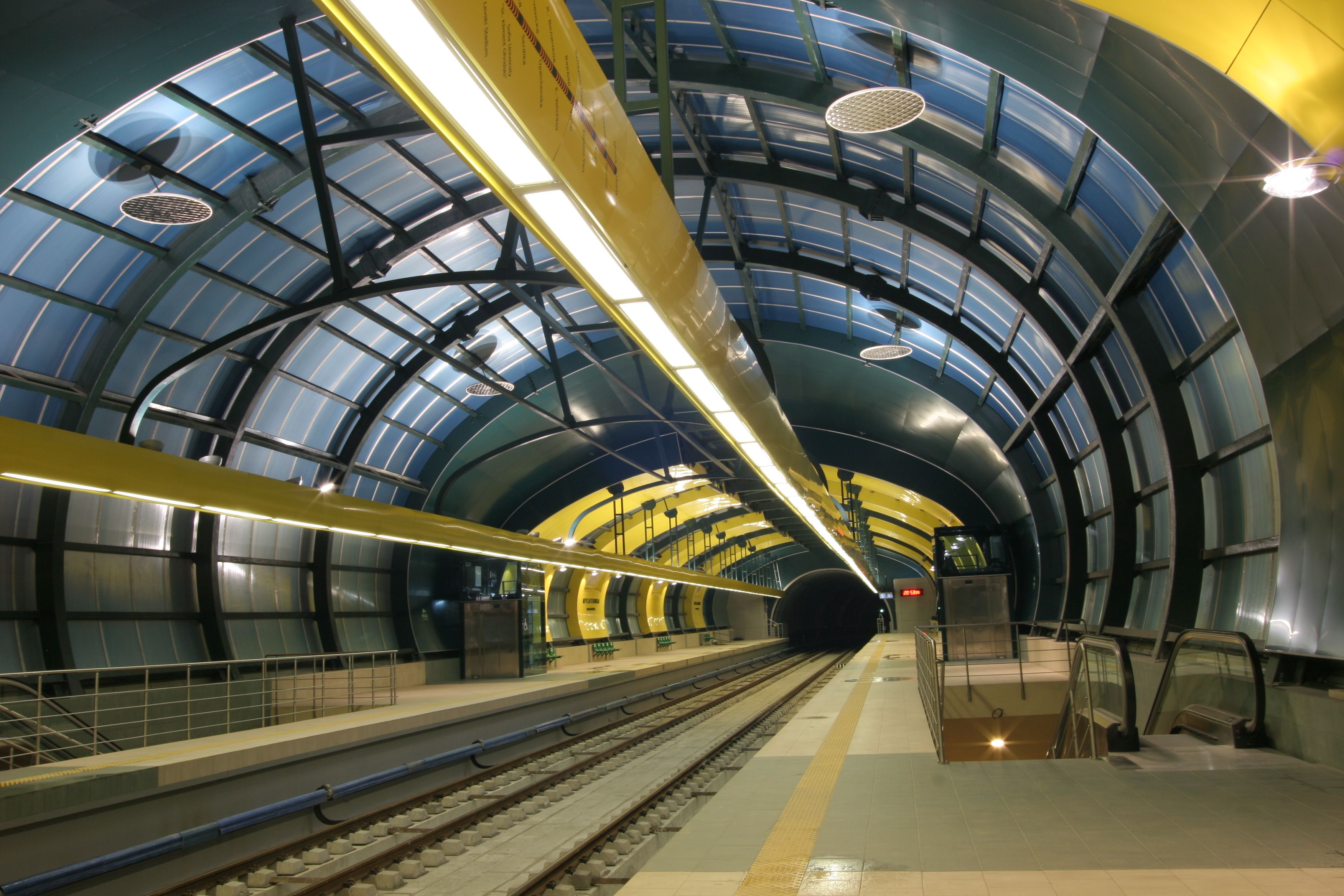
Musagenitsa
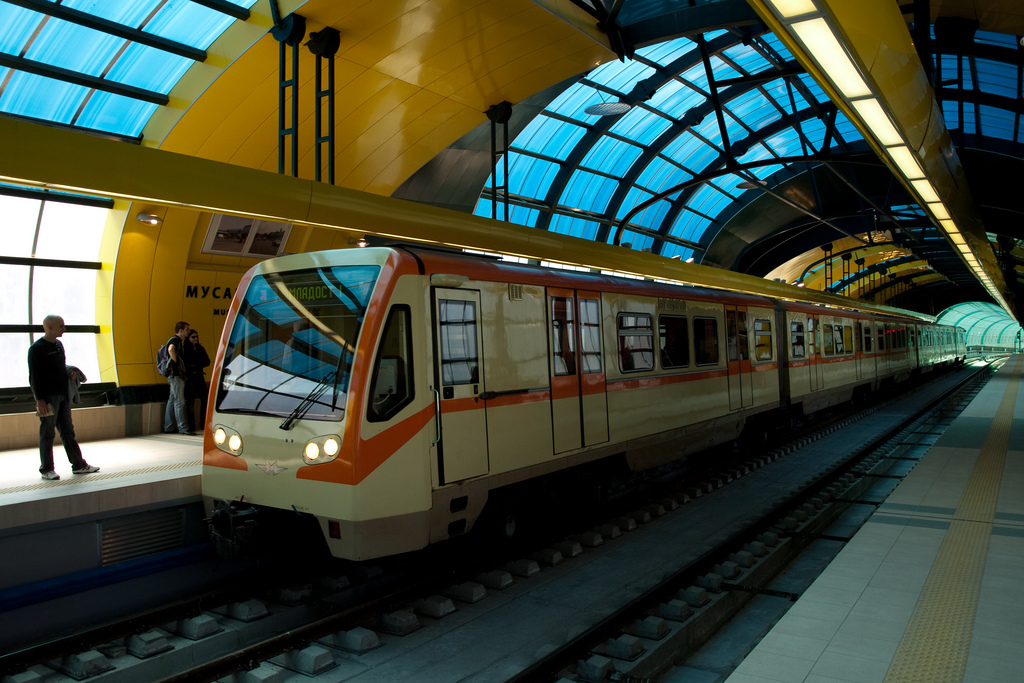
Musagenitsa
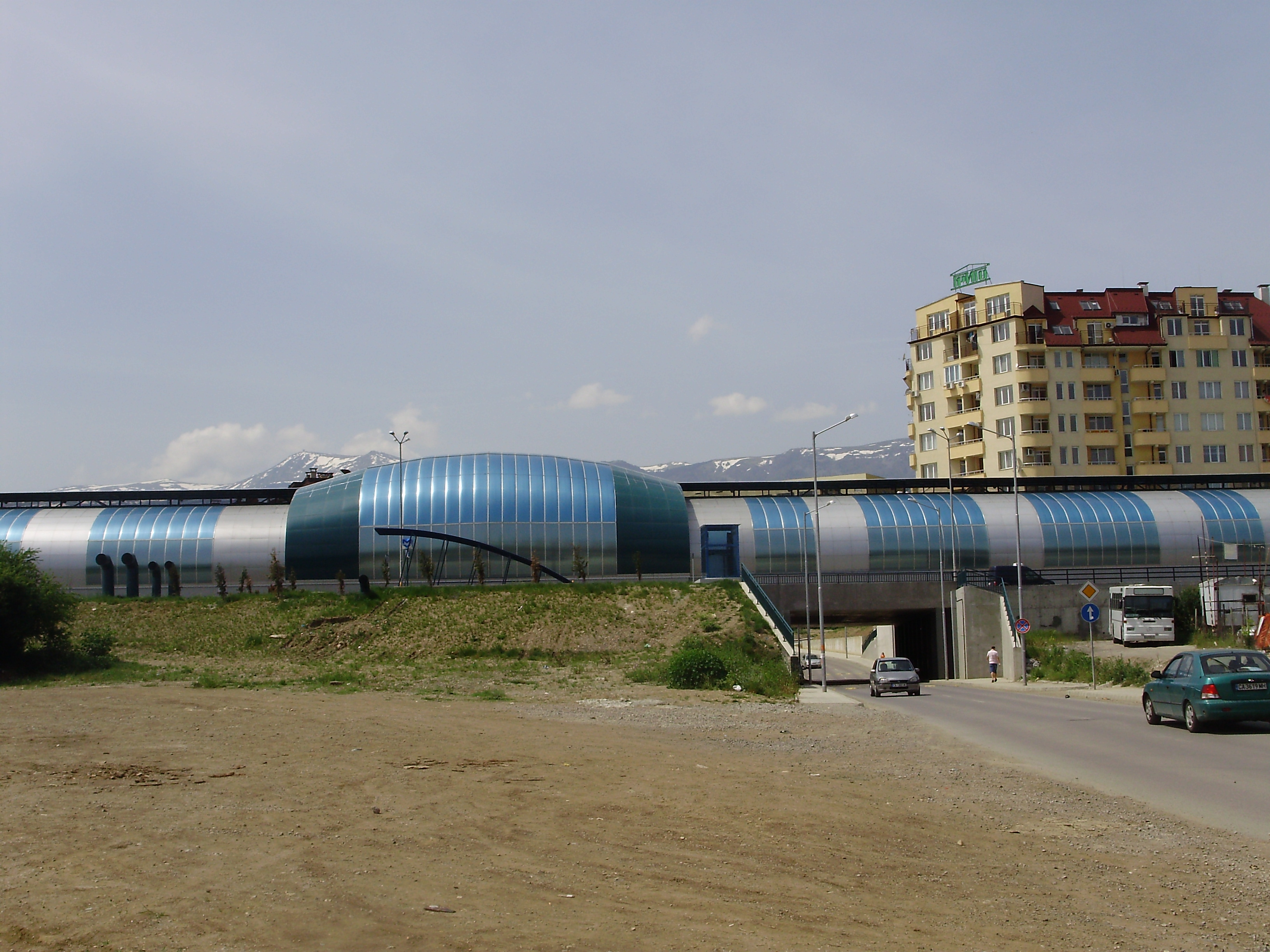
Musagenitsa
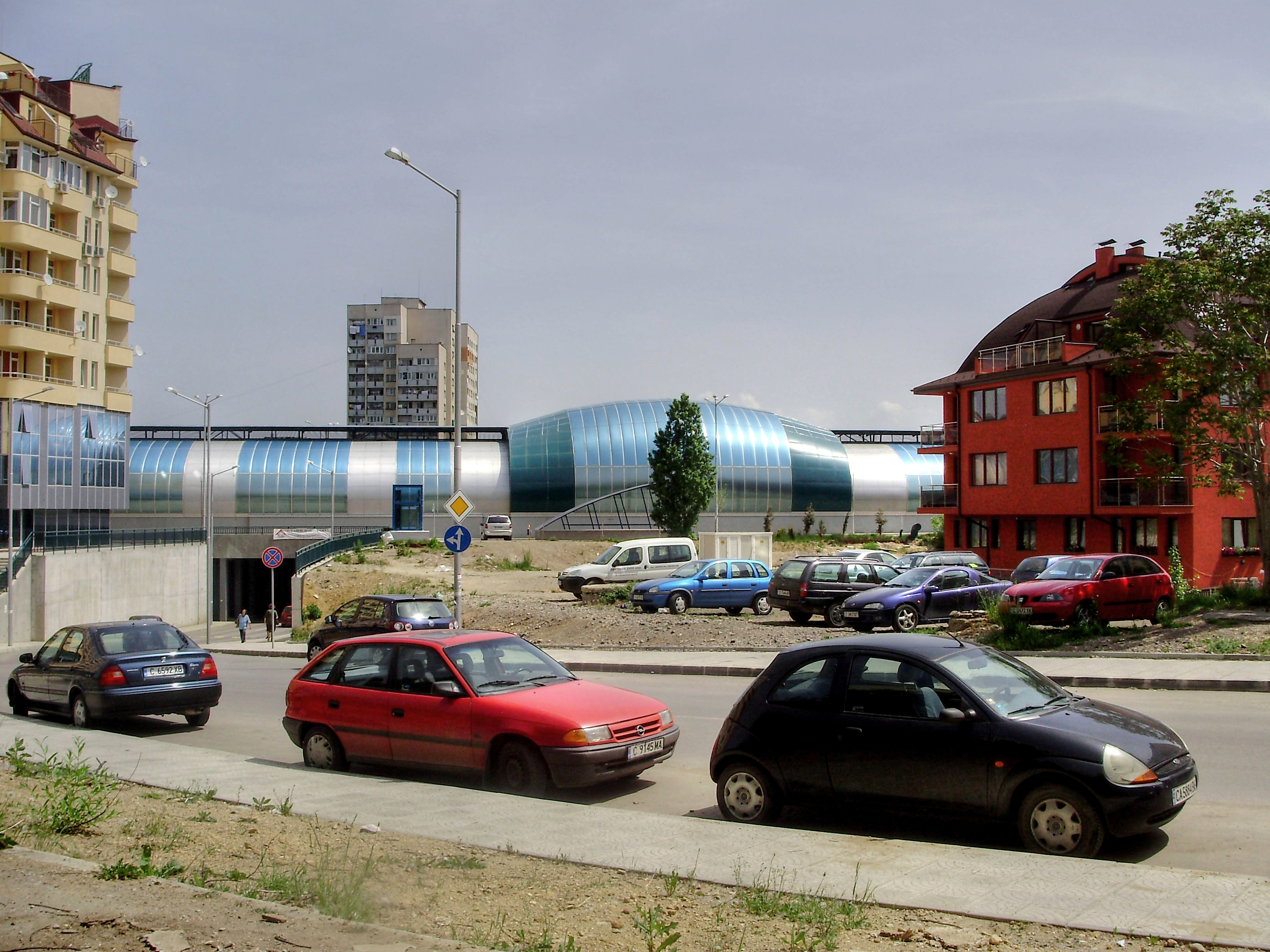
Musagenitsa
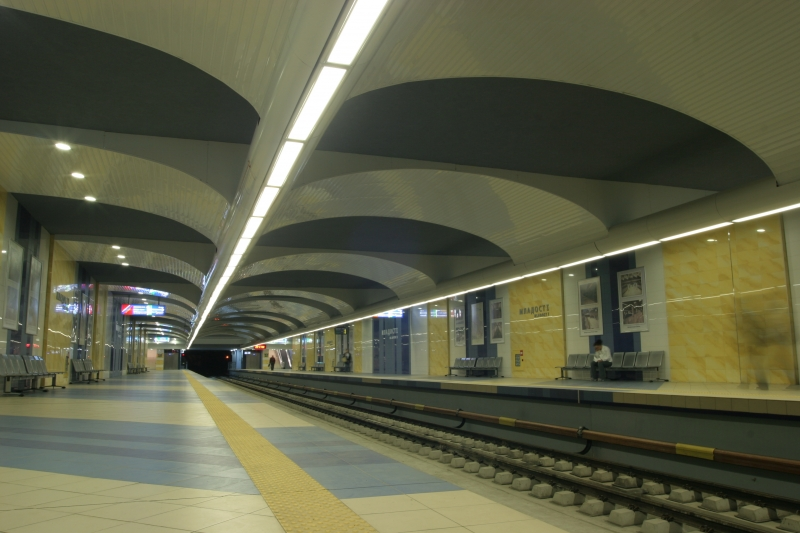
Mladost 1
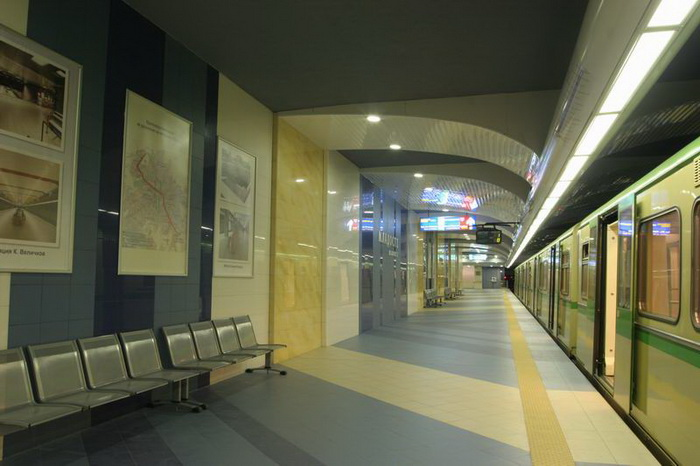
Mladost 1
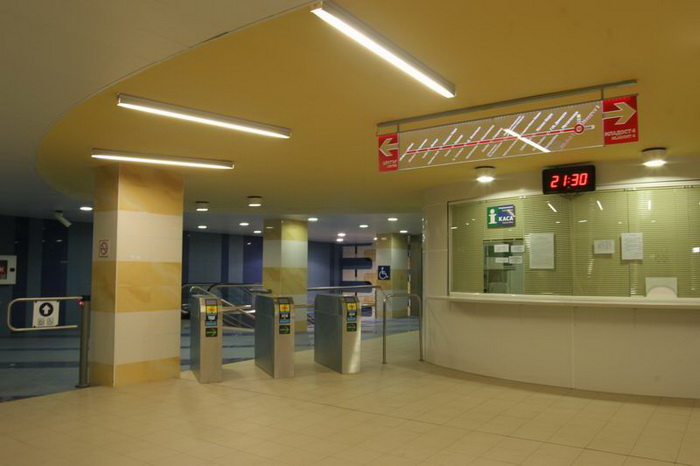
Mladost 1
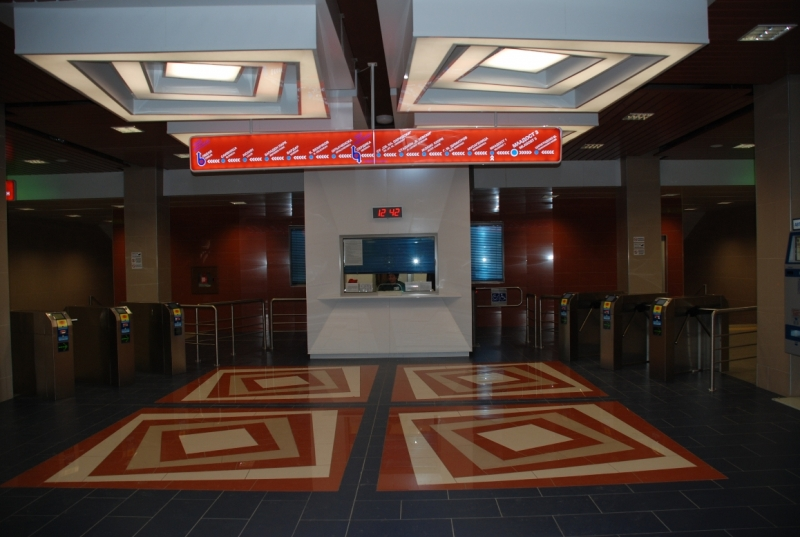
Mladost 3
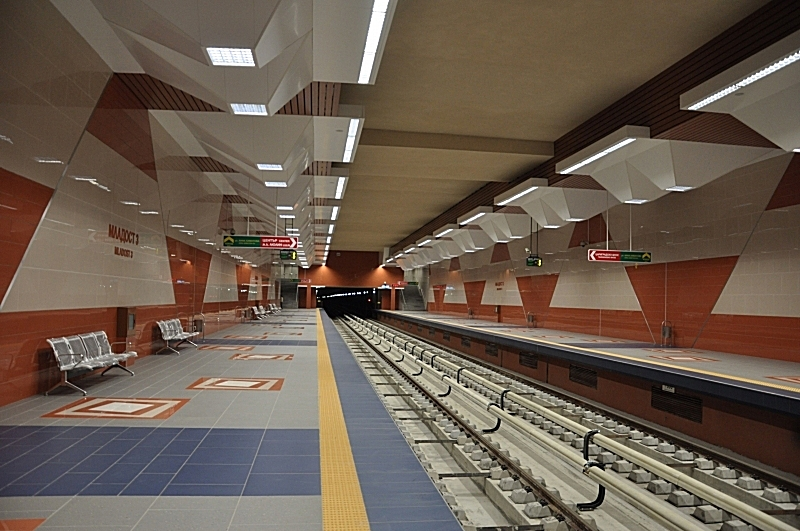
Mladost 3
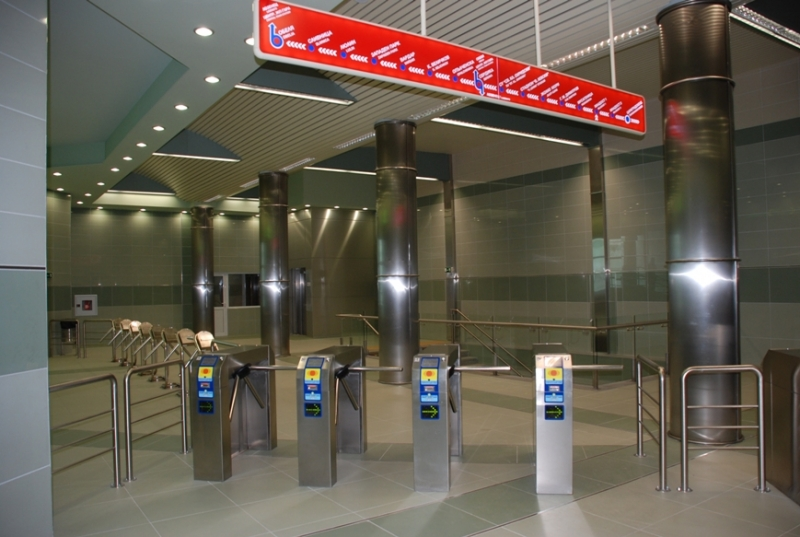
Tsarigradsko shose
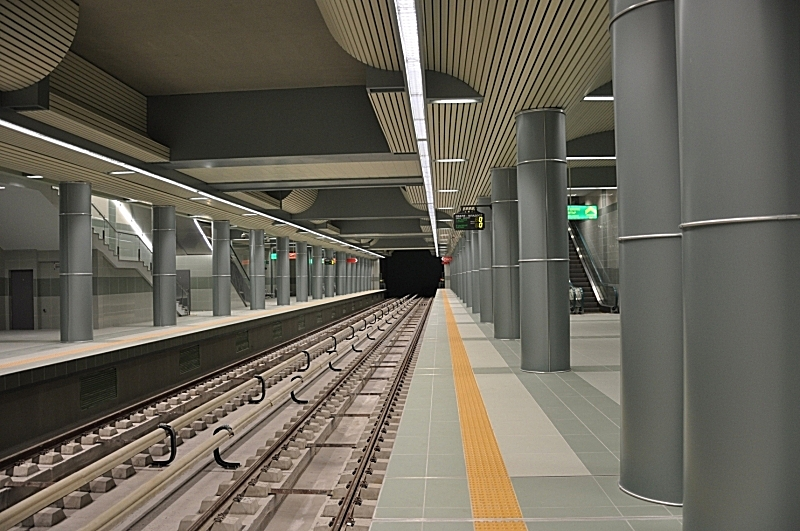
Tsarigradsko shose

### Linia a doua M2 - Linia albastră

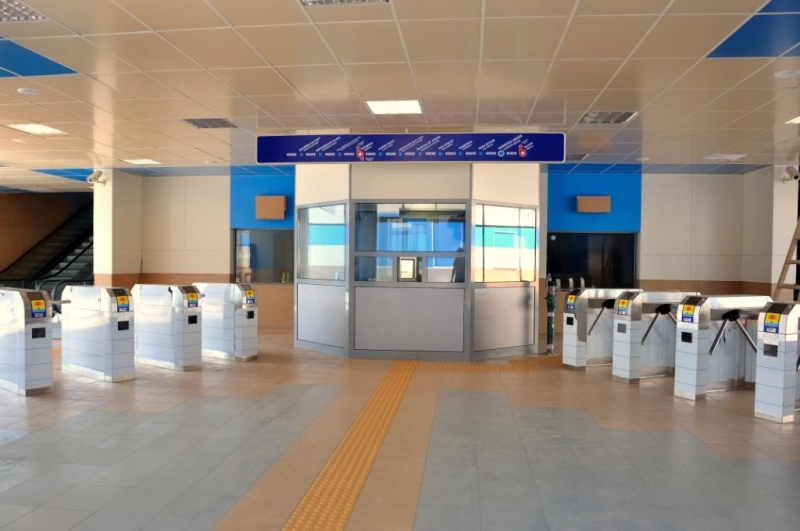
Lomsko shose
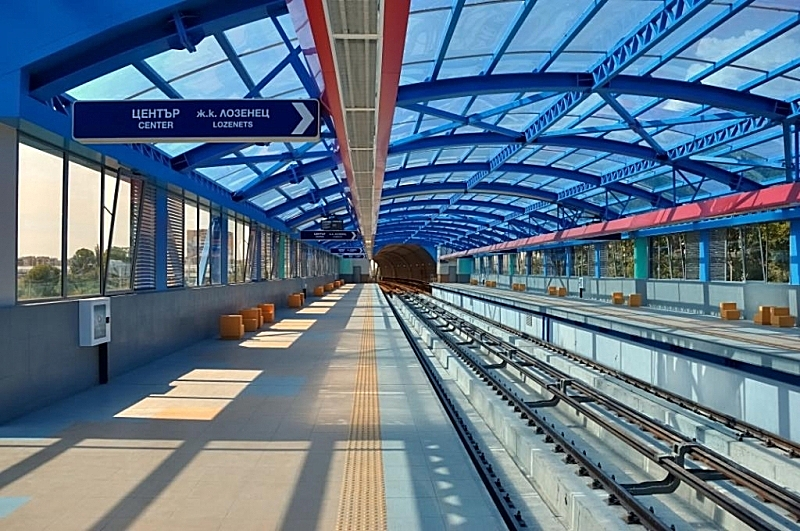
Lomsko shose
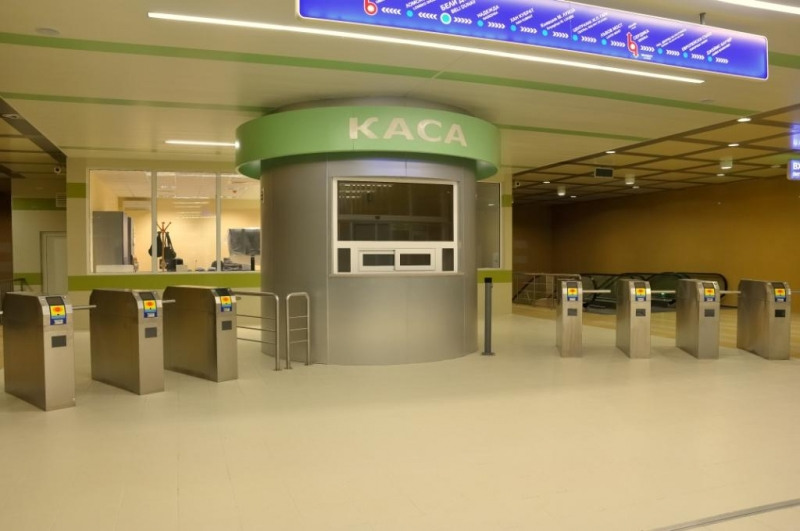
Beli Dunav
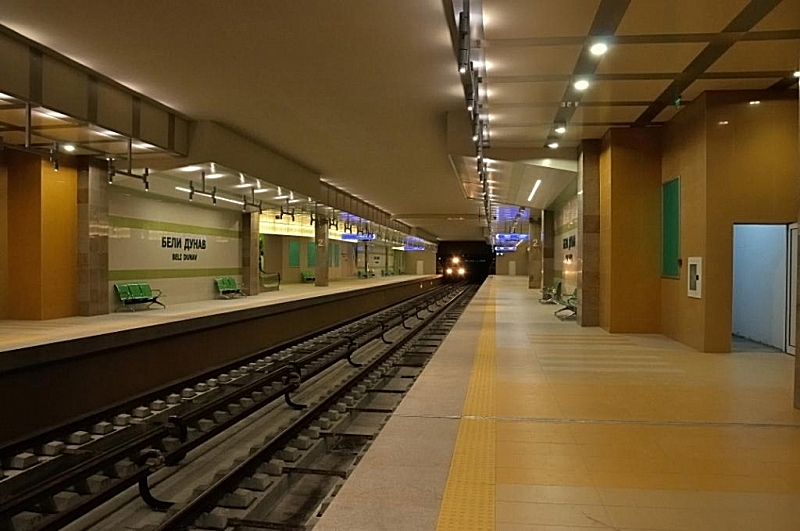
Beli Dunav
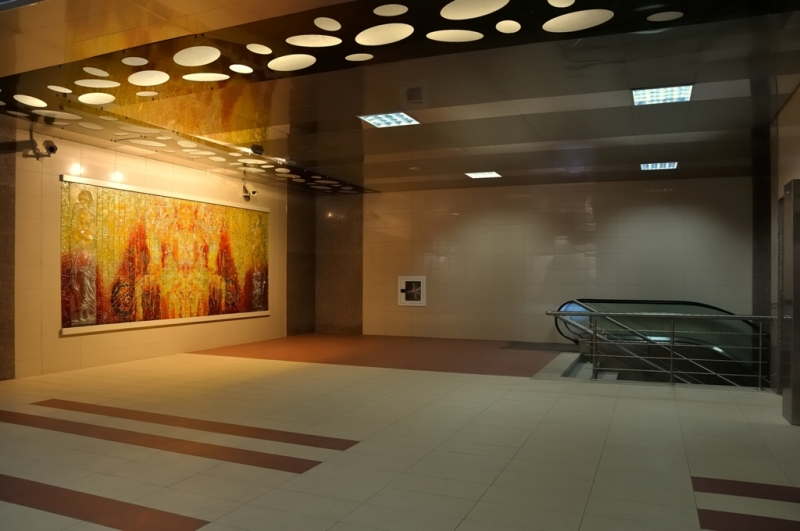
Nadezhda
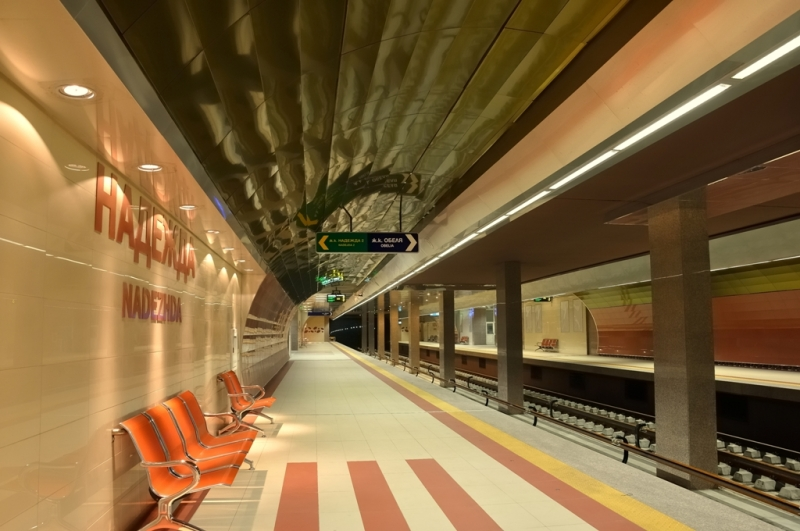
Nadezhda
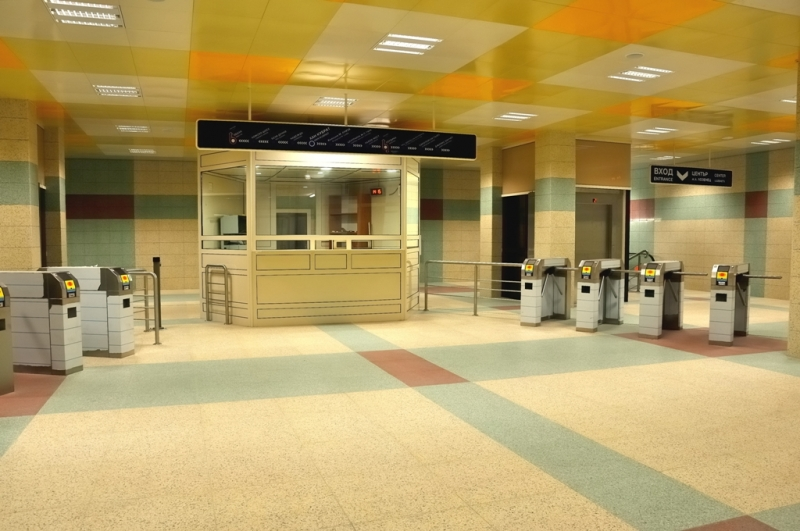
Han Kubrat
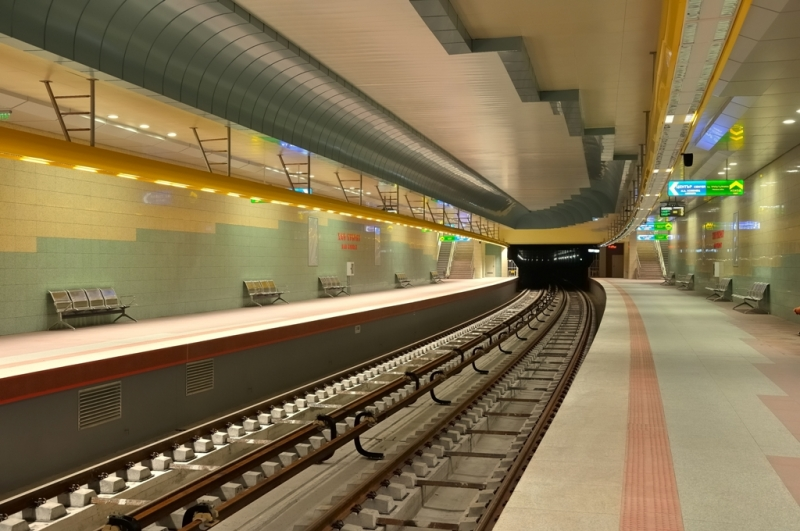
Han Kubrat
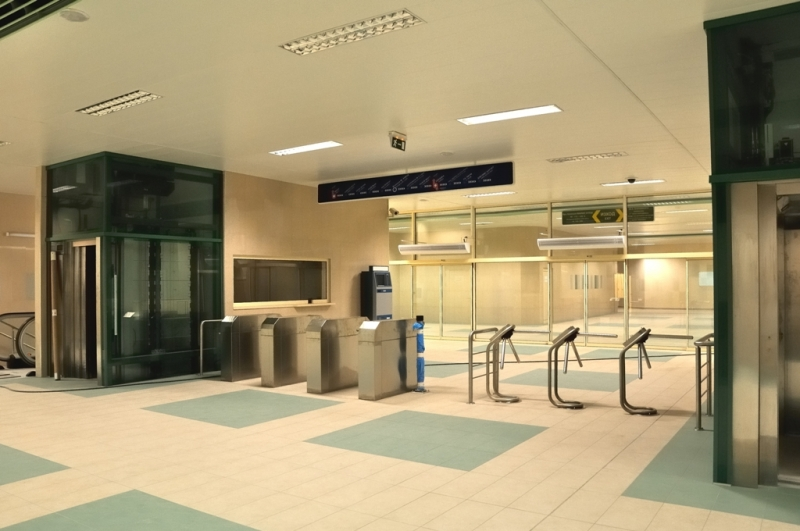
Knyaginya Maria Luiza
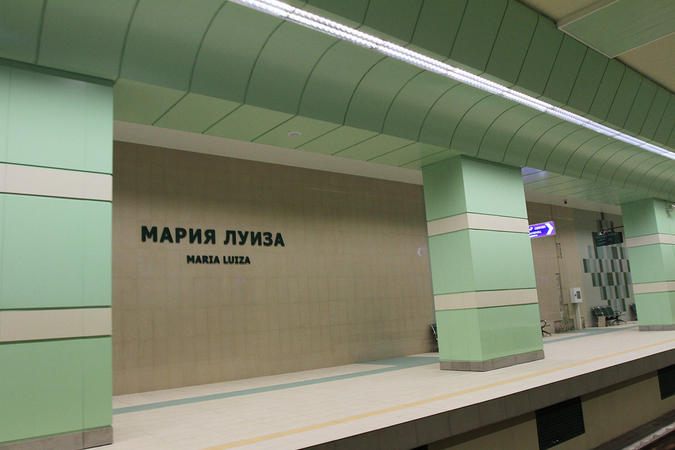
Knyaginya Maria Luiza
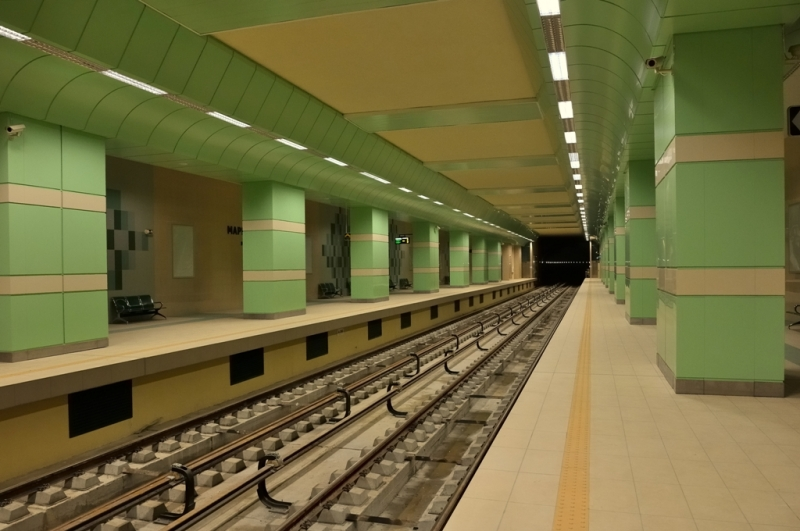
Knyaginya Maria Luiza
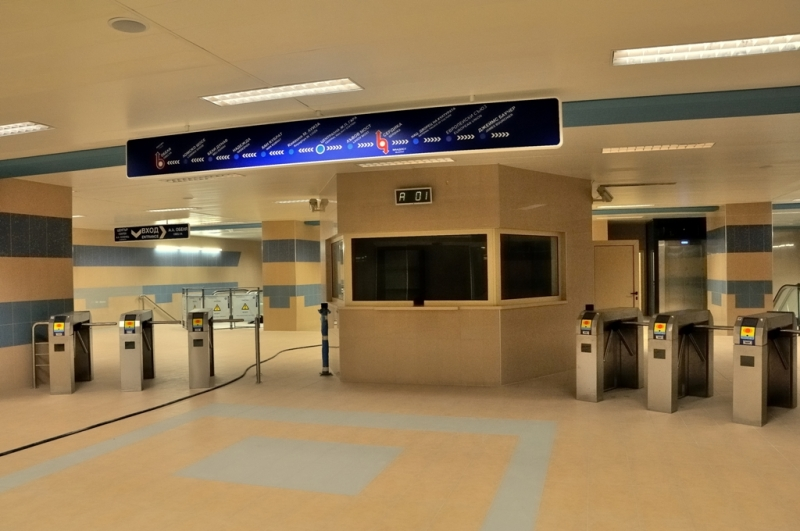
Central Railway
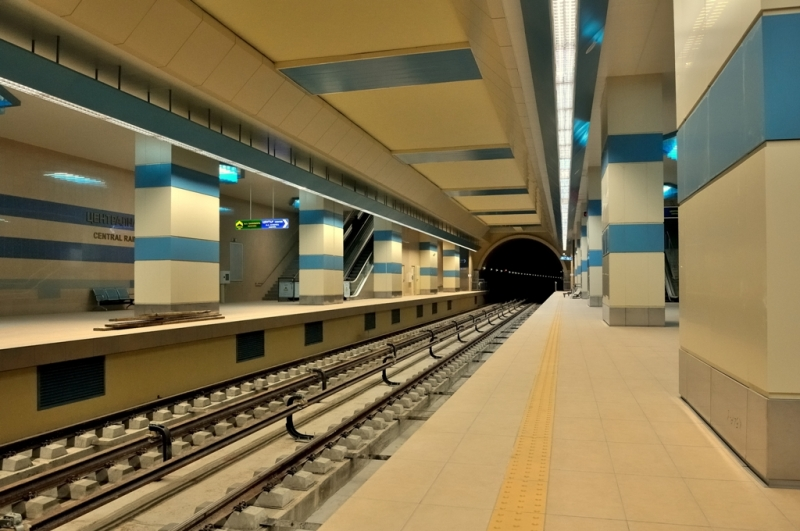
Central Railway
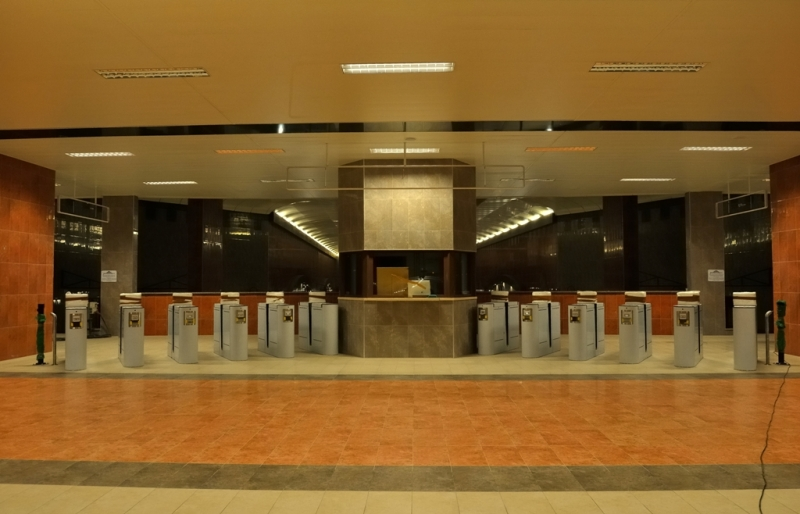
Lavov most
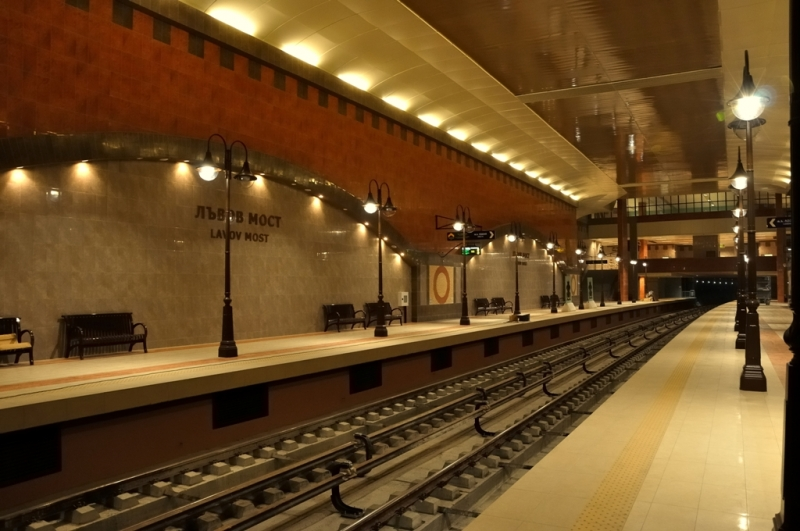
Lavov most
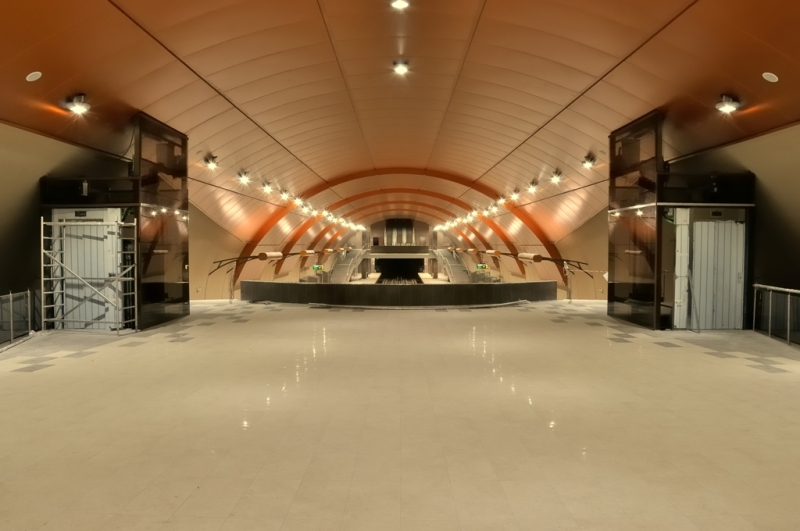
Serdika II
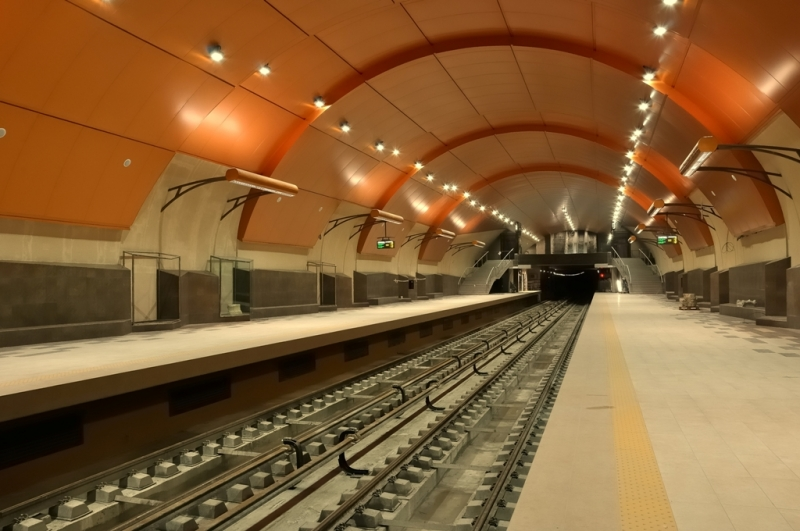
Serdika II
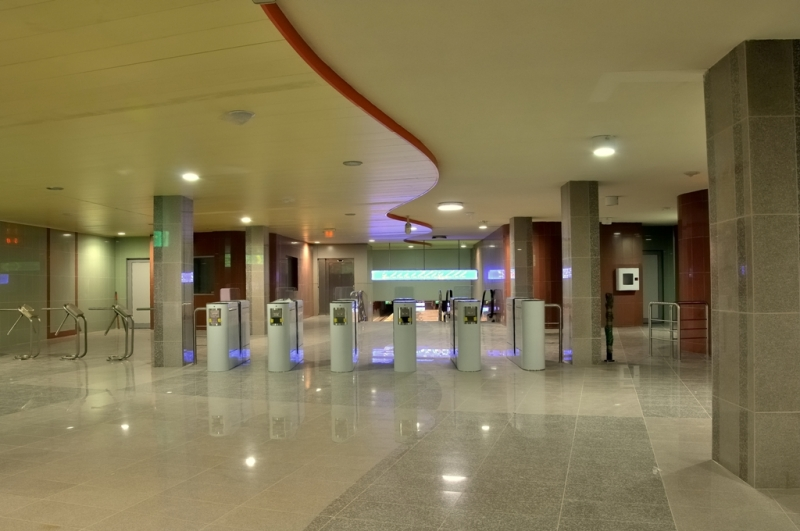
NDK
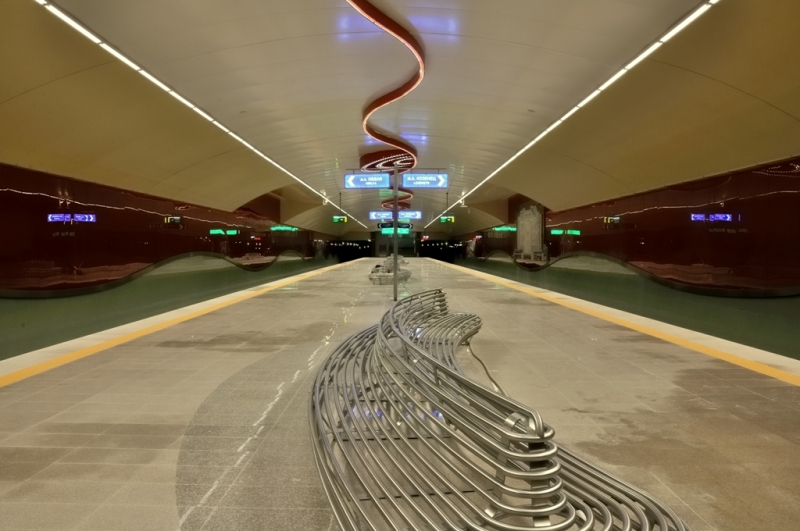
NDK
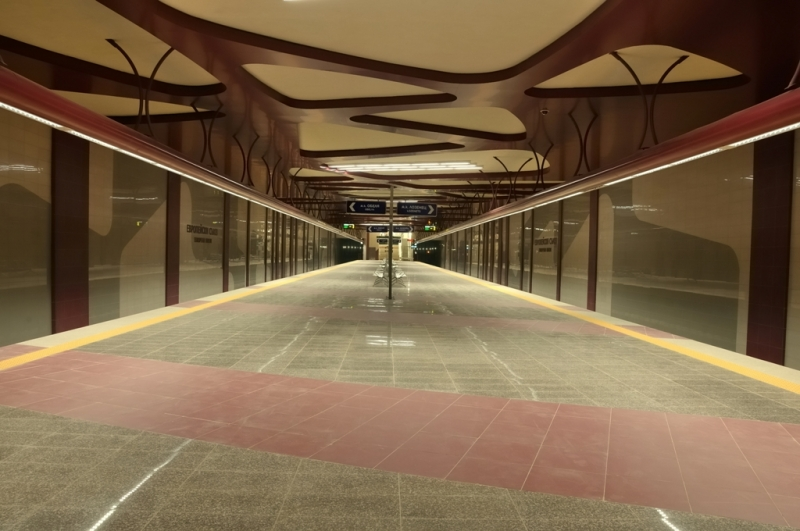
European Union
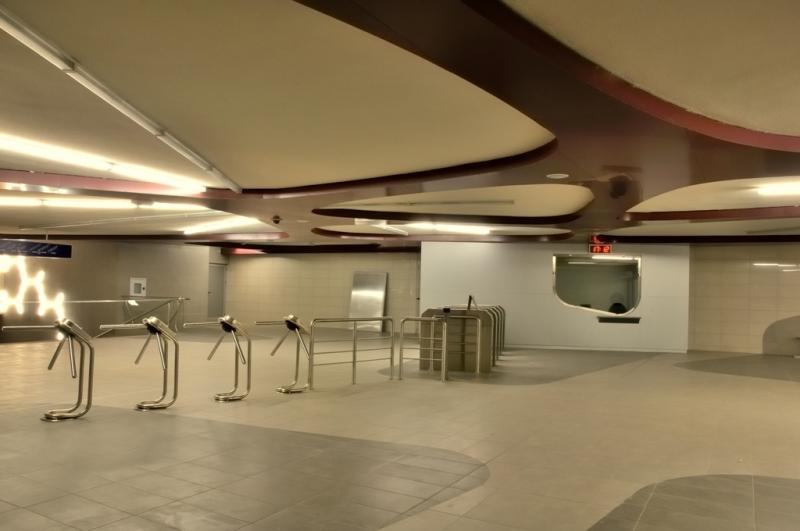
European Union
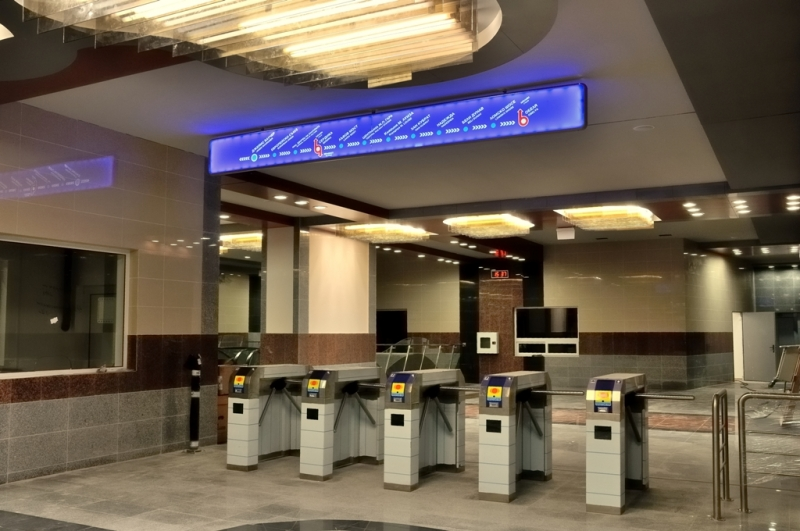
James Bourchier
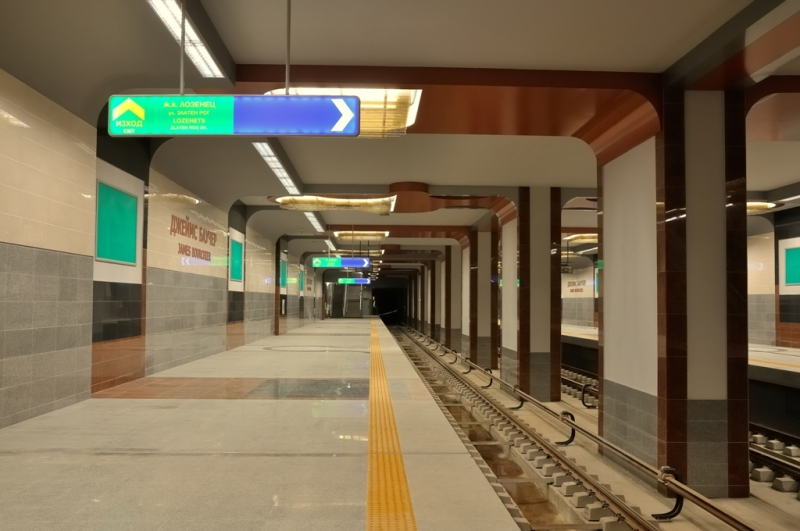
James Bourchier